# Puente Internacional Del Río - Ciudad Acuña
El puente internacional Del Río - Ciudad Acuña (en inglés: Del Río – Ciudad Acuña International Bridge) es un puente internacional que cruza el Río Grande y que conecta dos ciudades de la frontera entre Estados Unidos y México. Por un lado Del Río, en Texas y por el otro Ciudad Acuña, en la parte mexicana. El puente también se conoce como " Puente Internacional Del Río" , "Puente Acuña" o " Puente Ciudad Acuña-Ciudad Del Río".
El lado estadounidense del Puente Internacional es actualmente propiedad de la ciudad de Del Río , que también lo gestiona. El puente fue construido originalmente en 1930 y fue reconstruido en 1987. El puente es de cuatro carriles con 620 m de largo e incluye dos aceras para los peatones.